# Liga naroda
Liga naroda ili Društvo naroda bila je međunarodna organizacija država osnovana na prijedlog američkog predsjednika Woodrowa Wilsona nakon Prvog svjetskog rata. Njezin temeljni cilj bio je plemenit i teško dostižan: mir u svijetu. Liga Naroda zalagala se za razoružanje, međunarodni sustav sigurnosti i rješavanje međudržavnih problema putem pregovora. Navedeni su ciljevi početkom 20. stoljeća bili novost. Do tada se smatralo da je mir rezultat ravnoteže snaga među velikim silama. Također je bilo nezamislivo da postoji međunarodna organizacija koja će biti iznad državnih vlasti. Neke države, poput SAD-a, nisu pristupile Ligi.  
Liga naroda bavila se i gospodarskim pitanjima, problemima svjetskog zdravlja, ropstva i trgovine opojnim sredstvima. U prvim godinama djelovanja bila je prilično uspješna. Njezini su pregovarači riješili mnoge pogranične sporove. Ali riječ je bila o problemima koji nisu zadirali u interese velikih sila. U 1930-im godinama Liga se pokazuje nedoraslom da zaustavi osvajačke pohode Italije, Japana i Njemačke. Nestala je tijekom Drugog svjetskog rata, kao posljedica neučinkovitosti same organizacije. Naslijedili su je Ujedinjeni narodi.